# Eriastrum harwoodii
Eriastrum harwoodii är en blågullsväxtart som först beskrevs av T.T.Craig, och fick sitt nu gällande namn av D.Gowen. Eriastrum harwoodii ingår i släktet Eriastrum och familjen blågullsväxter. Inga underarter finns listade i Catalogue of Life.